# ملوية دجاجية
ملوية دجاجية (بالإنجليزية: Helicobacter pullorum)‏ هي نوع من البكتيريا، سلبية الغرام، تتبع الملوية.